# Python (släkte)
Python är ett släkte av ormar som innehåller upp till 17 arter, beroende på auktoritet. Python ingår i familjen pytonormar (Pythonidae). Släktet finns representerat i Afrika, Asien och Australien. Det innehåller bland annat världens längsta ormart, nätpytonormen, som kan nå en längd på upp emot 10 meter.
Andra släktmedlemmar är vanligen upp till 6 meter långa.
Dessa ormar har olika fåglar och däggdjur som föda. Individen vrider sig kring bytet som kvävs ihjäl. Allmänt är bytet lika stort som en huskatt eller mindre. Några arter kan döda en gasell eller ett mindre hjortdjur. Ormen slukar hela bytet och ämnesomsättningen kan sträcka sig över flera veckor. Människor är vanligen för stora. Anfall på personer är mycket sällsynta. Flera medlemmar av släktet Python kan uppfatta värme med hjälp av organ som finns i läpparna. Andra arter hittar sina byten med hjälp av luktsinnet. Exemplaren stannar i ett gömställe och väntar tills bytet kommer förbi. Honor kan vara aggressiva när de försvarar sin ägg.
Honor lägger sig skyddande kring sina ägg och värmer de genom små rörelser.
Vissa arter av släktet hålls som terrariedjur, främst kungspyton, men även blodpyton och nätpyton förekommer.

## Taxonomi
Arter enligt Catalogue of Life
- Python anchietae
- Burmesisk pyton (Python bivittatus)
- Python breitensteini
- Blodpyton (Python brongersmai)
- Python curtus
- Tigerpyton (Python molurus)
- Kungspyton (Python regius)
- Nätpyton (Python reticulatus)
- Afrikansk klippyton (Python sebae)
- Python timoriensis

Enligt The Reptile Databas ska P. reticulatus och P. timoriensis flyttas till släktet Malayopython. Dessutom listas där ytterligare två arter.
- Python kyaiktiyo
- Python natalensis